# Tychy Press Photo
Tychy Press Photo – wystawa i konkurs fotografii prasowej, inspirowane World Press Photo.
Wystawa jest organizowana od 2001 w Teatrze Małym w Tychach i Miejska Galeria Sztuki OBOK. Prezentowane są zdjęcia fotografów związanych z Tychami (mieszkających lub pracujących tam), wykonane w poprzednim roku. Wernisaż wystawy odbywa się w lutym lub marcu. Konkurs odbywa się od 2004, wcześniej impreza miała charakter przeglądu.
W maju 2007 wybrane zdjęcia zostały pokazane podczas Święta Kwiatów w berlińskiej dzielnicy Marzahn-Hellersdorf, w ramach obchodów piętnastolecia współpracy partnerskiej tej dzielnicy i Tychów. Podczas niektórych wernisaży odbyły się pokazy zdjęć (slide show) na sali teatru: w 2008 Arkadiusza Ławrywańca z Polski Dziennika Zachodniego, w 2009 – Aleksandra Prugara z Gazety Wyborczej, w 2010 – Józefa Wolnego, szefa działu foto Gościa Niedzielnego.

## Zasady konkursu
W konkursie mogą brać udział osoby mieszkające lub pracujące w Tychach. Nie trzeba być zawodowym fotografem. Podstawowe ograniczenie to czas wykonania zdjęcia: co do zasady przyjmowane są tylko zdjęcia z minionego roku. Wyjątkowo w przypadku fotoreportaży dopuszcza się wykonanie części zdjęć przed danym rokiem lub w kolejnym roku, jeśli ze szczególnych względów wymaga tego temat lub sposób realizacji materiału. Fotografie muszą mieścić się w pojęciu fotografii prasowej. Ich temat i miejsce wykonania są dowolne. Zgodnie z punktem 4 regulaminu Tychy Press Photo 2010 i Tychy Press Photo 2011, w konkursie mogą wziąć udział osoby fotografujące, mieszkające lub pracujące w minionym roku w Tychach, a także osoby niezwiązane z Tychami, ale w tym przypadku zgłaszane do konkursu fotografie muszą być wykonane na terenie Tychów.

## Laureaci konkursu
- Rok 2004
  - pierwsza nagroda – Michał Grzybczak – za czarno-białe zdjęcie "Jestem z miasta T." wykonane na klatce schodowej bloku na tyskim osiedlu U
  - druga nagroda – Dominik Gajda – za zdjęcie "Piramida" z budowy hotelu o tej nazwie w Tychach[6]
- Rok 2005
  - pierwsza nagroda – nie przyznano
  - druga nagroda – ex aequo Karolina Marzec – (zdjęcia księży w nietypowych sytuacjach, np. spowiedź w trawie)
  - Druga nagroda – ex aequo Łukasz Lic – (aktywny wypoczynek na plaży)[7]
- Rok 2006
  - pierwsza nagroda – Radosław Kaźmierczak – za fotografię dzieci grających w piłkę nożną na osiedlu O w Tychach
  - druga nagroda – Hanna Danielczyk (Dziennik Zachodni) za fotografię przedstawiającą montaż ulicznej reklamy szampana (za fotofelieton dla katowickiej "Gazety Wyborczej")[8]
  - trzecia nagroda – Tomasz Jodłowski (Dziennik Zachodni) – za fotografie pod tytułem "Skazani na bluesa"[9] wykonane podczas Tyskiego Festiwalu Muzycznego imienia Ryśka Riedla – portrety jego uczestników[10]
- Rok 2007
  - pierwsza nagroda – Krzysztof Pniok – za czarno-biały reportaż z otwarcia sezonu wyścigów konnych w angielskim Taunton
  - druga nagroda – Maciej Jarzębiński (Gazeta Wyborcza) – za zdjęcia z wizyty ministra edukacji Romana Giertycha w Tychach
  - trzecia nagroda – Konrad Grabowski – za fotografie dzieci na podwórkach w górniczej dzielnicy Bytomia
  - wyróżnienie – Adam Kluga – za "najlepsze zdjęcie związane z Tychami" czyli wykonane na terenie Tychów[11], za reportaż "Le Parkour – tyska grupa Black Tracers"[12]
- Rok 2008
  - pierwsza nagroda – Mateusz Małkowski – za fotografie z ulic Krakowa
  - druga nagroda – Radosław Kaźmierczak
  - trzecia nagroda – Radosław Kaźmierczak
  - wyróżnienie – Witold Wieszczek za zdjęcie "Ale wieje", wykonane w Barcelonie[13]
  - wyróżnienie i nagroda specjalna tygodnika "Echo"[14] – Radosław Kaźmierczak – za "najlepsze zdjęcie związane z Tychami", za reportaż o tyskim jubilerze Adamie Hadrysiu[15]
- Rok 2009
  - pierwsza nagroda – nie przyznano
  - druga nagroda – ex aequo Przemysław Strzelecki – za zdjęcie z cyklu "Beduini" (zrobione w mieście Dahab na półwyspie Synaj w Egipcie)
  - druga nagroda – ex aequo Radosław Kaźmierczak – za fotoreportaż "Świetlica", zrealizowany w tyskiej świetlicy terapeutycznej Ośrodka św. Faustyny Caritas Archidiecezji Katowickiej
  - trzecia nagroda – Karolina Sobel – za fotoreportaż "Minuta po minucie", wykonany w Afryce
  - wyróżnienie – Paulina Sowa-Feith – („Chustonoszenie”)
  - wyróżnienie – Przemysław Strzelecki
  - wyróżnienie – Agnieszka Pajor – (reportaż z węgierskiego Parku Narodowego Hortobagy)
  - wyróżnienie – Aleksander Szojda – za wykonane w Hiszpanii czarno-białe zdjęcie „Ulica żebracza”[16]
  - jurorzy nie przyznali nagrody za najlepsze zdjęcie związane z Tychami

- Rok 2010
  - nagroda za najlepszy fotoreportaż – "Uliczna salsa – ulice Kuby" Przemysława Strzeleckiego[17],
  - nagroda za najlepsze zdjęcie wykonane w Tychach – „Ostatnie spojrzenie" Fryderyka Parwickiego,
  - wyróżnienie – Radosław Kaźmierczak za cykl „Młodzi" (nietypowe zdjęcia ślubne).
  - w kategorii najlepsza fotografia nie przyznano nagrody.

- Rok 2011

Laureatami zostali (w kolejności alfabetycznej): Artur Jastrzębski, Radosław Kaźmierczak, Damian Puła.
- Rok 2012
  - nagroda za najlepszy fotoreportaż – Marcin Bajor za "Bieg katorżnika",
  - najlepszy fotoreportaż wykonany w Tychach - Artur Pławski za "Tyski zestaw dziecięcy”,
  - najlepsza fotografia - Marek Steczek za zdjęcie "Wyprawa do…"[19].

- Rok 2013
  - nagroda za najlepszy fotoreportaż – Artur Pławski za "Tychy - piąty stadion"[20],
  - najlepszy fotoreportaż wykonany w Tychach - Ireneusz Kaźmierczak za "Bieganie w Tychach”,
  - najlepsza fotografia - Ireneusz Kaźmierczak za zdjęcie, przedstawiające twarz zawodnika po biegu, wybrane przez jurorów z fotoreportażu "Bieganie w Tychach”[21].

- Rok 2014
  - najlepszy fotoreportaż – I nagroda - Artur Pławski „Podchody”, II nagroda - Michał Janusiński „Narodziny”, wyróżnienie – Aleksander Szojda „Chicago: black & white”,
  - najlepszy fotoreportaż wykonany w Tychach - Artur Pławski „Podchody”,
  - najlepsza fotografia - nie przyznano nagrody[22].

- Rok 2015
  - nagrody za najlepszy fotoreportaż i za najlepszy fotoreportaż wykonany w Tychach - Alona Musiichenko i Mateusz Przybyła za fotografie z VII Ogólnopolskiego Integracyjnego Mitingu Pływackiego im. Maćka Maika w Tychach,
  - najlepsza fotografia - Mateusz Przybyła.
  - wyróżnienia: Sławomir Błach („Wnuczka”), Magdalena Kryjak („Paprocany w bieli”), Alicja Plewnia („Lecimy”) i Artur Pławski („Urban Highline”)[23].

- Rok 2016
  - nagroda za najlepszy fotoreportaż – cykl zdjęć "Goalball" Mateusza Przybyły,
  - najlepszy fotoreportaż wykonany w Tychach - "Senior disco" Artura Pławskiego,
  - najlepsza fotografia - nie przyznano nagrody,
  - wyróżnienia: Alicja Plewnia za "Żyjemy!" oraz Radosław Kaźmierczak za "Więzienny rock".

## Jurorzy
Jurorami konkursu byli m.in. fotoreporterzy Rafał Klimkiewicz – laureat Grand Prix Konkursu Polskiej Fotografii Prasowej, Bartłomiej Barczyk – szef działu foto katowickiego oddziału Gazety Wyborczej, Krzysztof Matuszyński, Józef Wolny, Roman Koszowski, Arkadiusz Gola – członek ZPAF, Marek Locher – członek ZPAF i artysta plastyk Lech Kowalczyk, Łukasz Pudełko – kierownik Galerii OBOK oraz Beata Mendrek-Mikulska – członek ZPAF.

## Statystyka
W pierwszej wystawie, w 2001, wzięło udział 8 pracowników i współpracowników lokalnych mediów: Paweł Bilangowski ("Tydzień w Tychach"), Sławomir Błach ("Echo"), Dominik Gajda ("Tydzień w Tychach"), Ireneusz Kaźmierczak ("Gazeta Wyborcza"), Zbigniew Marszałek ("Nowe Echo"), Wojciech Szner ("Dziennik Zachodni") i Marcin Zimnal ("Echo"). W wystawie w 2003 roku brało udział 19 fotoreporterów.
W czwartej edycji (2004) brało udział 18 autorów, którzy zgłosili 164 zdjęcia. W piątej edycji (2005) wzięło udział 24 autorów, którzy zgłosili 178 fotografii. Na szóstą edycję (2006) 38 autorów zgłosiło 386 prac. Na siódmą edycję (2007) 31 autorów nadesłało 289 fotografii, z których 14 odrzucono z przyczyn formalnych. Na ósmą edycję (2008) 32 autorów zgłosiło 272 prace. Na dziewiątą edycję (2009) 30 autorów zgłosiło 248 prac. Na dziesiątą edycję (2010) swoje zdjęcia zgłosiły 32 osoby, na wystawę wybrano 69 fotografii. W jedenastej edycji (2011) 30 osób zgłosiło na konkurs 310 zdjęć, z których jurorzy na wystawę pokonkursową wybrali 87 zdjęć. W trzynastej edycji (2013) 29 osób zgłosiło na konkurs 232 zdjęć, z których jurorzy na wystawę pokonkursową wybrało 50 zdjęć.

## Organizatorzy
Do 2009 organizatorami byli: Teatr Mały w Tychach, Miejskie Centrum Kultury w Tychach oraz Dominik Gajda i Marcin Zimnal. Organizatorem konkursów Tychy Press Photo w latach 2010-2016 jest Teatr Mały w Tychach, a współorganizatorami: Dominik Gajda (pomysłodawca imprezy) i Marcin Zimnal.